# Powell (Alabama)
Powell è un comune degli Stati Uniti d'America situato nella contea di DeKalb dello Stato dell'Alabama.